# Copa América de 2024 – Fase final
A fase final da Copa América de 2024 começou em 4 de julho de 2024, com as quartas de final e terminou em 14 de julho de 2024, com a final no Hard Rock Stadium, em Miami Gardens, na Flórida.
Todos os horários de início são horários locais, conforme listados pela CONMEBOL.

## Formato
Nas quartas de final, semifinais e disputa do terceiro lugar, não houve prorrogação, se o jogo terminar empatado após os 90 minutos, e a partida será decidida na disputa por pênaltis. Na final haverá prorrogação, caso haja empate no tempo normal e, caso permaneça o empate, a partida será decidida na disputa por pênaltis.

## Equipes qualificadas
As duas primeiras colocadas de cada grupo se classificaram para a fase eliminatória.
| Grupo | Primeiro colocado | Segundo colocado |
| ----- | ----------------- | ---------------- |
| A     | Argentina         | Canadá           |
| B     | Venezuela         | Equador          |
| C     | Uruguai           | Panamá           |
| D     | Colômbia          | Brasil           |

## Quartas de final

### Argentina x Equador
| 4 de julho    | Argentina        | 1 – 1     | Equador         | NRG Stadium, Houston                        |
| 20:00 (UTC−5) | Li. Martínez 35' | Relatório | Rodríguez 90+2' | Público: 69 456 Árbitro: URU Andrés Matonte |

|                                             |       | Penalidades                  |  |
| Messi Álvarez Mac Allister Montiel Otamendi | 4 – 2 | Mena Minda Yeboah J. Caicedo |  |

| '' | Argentina | Equador | '' |

| GK             | 23 | Emiliano Martínez   |     |       |
| RB             | 26 | Nahuel Molina       |     | 90+5' |
| CB             | 13 | Cristian Romero     |     |       |
| CB             | 25 | Lisandro Martínez   |     | 78'   |
| LB             | 3  | Nicolás Tagliafico  | 81' |       |
| RM             | 7  | Rodrigo de Paul     |     |       |
| CM             | 20 | Alexis Mac Allister |     |       |
| CM             | 24 | Enzo Fernández      |     | 78'   |
| LM             | 15 | Nicolás González    | 77' |       |
| CF             | 10 | Lionel Messi        |     |       |
| CF             | 22 | Lautaro Martínez    |     | 65'   |
| Substituições: |    |                     |     |       |
| FW             | 9  | Julián Álvarez      |     | 65'   |
| DF             | 19 | Nicolás Otamendi    |     | 78'   |
| MF             | 16 | Giovani Lo Celso    |     | 78'   |
| DF             | 4  | Gonzalo Montiel     |     | 90+5' |
| Treinador:     |    |                     |     |       |
| Lionel Scaloni |    |                     |     |       |

| GK             | 22 | Alexander Domínguez |     |     |
| RB             | 17 | Ángelo Preciado     |     |     |
| CB             | 2  | Félix Torres        |     |     |
| CB             | 6  | Willian Pacho       |     |     |
| LB             | 3  | Piero Hincapié      |     |     |
| CM             | 8  | Carlos Gruezo       |     | 80' |
| CM             | 21 | Alan Franco         |     | 87' |
| RW             | 10 | Kendry Páez         |     | 76' |
| AM             | 23 | Moisés Caicedo      | 75' |     |
| LW             | 16 | Jeremy Sarmiento    |     | 76' |
| CF             | 13 | Enner Valencia      | 30' | 80' |
| Substituições: |    |                     |     |     |
| MF             | 14 | Alan Minda          |     | 76' |
| FW             | 11 | Kevin Rodríguez     |     | 76' |
| MF             | 15 | Ángel Mena          |     | 80' |
| MF             | 9  | John Yeboah         |     | 80' |
| FW             | 19 | Jordy Caicedo       |     | 87' |
| Treinador:     |    |                     |     |     |
| Félix Sánchez  |    |                     |     |     |

| Homem do Jogo: Emiliano Martínez Bandeirinhas: Nicolás Tarán Martín Soppi Quarto árbitro: Gustavo Tejera Quinto árbitro: Pablo Llarena Árbitro assistente de vídeo: Leodán González Árbitros assistentes de árbitro de vídeo: Richard Trinidad Cristhian Ferreyra |

### Venezuela x Canadá
| 5 de julho    | Venezuela  | 1 – 1     | Canadá          | AT&T Stadium, Arlington                             |
| 20:00 (UTC−5) | Rondón 64' | Relatório | Shaffelburg 13' | Público: 51 080 Árbitro: BRA Wilton Pereira Sampaio |

|                                            |       | Penalidades                                |  |
| Rondón Herrera Rincón Savarino Cádiz Ángel | 3 – 4 | David Millar Bombito Eustáquio Davies Koné |  |

| '' | Venezuela | Canadá | '' |

| GK               | 22 | Rafael Romo           |       |       |
| RB               | 4  | Jon Aramburu          | 90+4' |       |
| CB               | 2  | Nahuel Ferraresi      |       |       |
| CB               | 3  | Yordan Osorio         |       | 90+2' |
| LB               | 15 | Miguel Navarro        |       |       |
| DM               | 18 | Cristian Cásseres Jr. |       | 60'   |
| RM               | 25 | Eduard Bello          |       | 84'   |
| CM               | 13 | José Andrés Martínez  |       | 90+2' |
| CM               | 6  | Yangel Herrera        |       |       |
| LM               | 10 | Yeferson Soteldo      |       | 84'   |
| CF               | 23 | Salomón Rondón        |       |       |
| Substituições:   |    |                       |       |       |
| FW               | 9  | Jhonder Cádiz         |       | 60'   |
| MF               | 7  | Jefferson Savarino    |       | 84'   |
| MF               | 17 | Matías Lacava         |       | 84'   |
| DF               | 20 | Wilker Ángel          |       | 90+2' |
| MF               | 8  | Tomás Rincón          |       | 90+2' |
| Treinador:       |    |                       |       |       |
| Fernando Batista |    |                       |       |       |

| GK             | 16 | Maxime Crépeau    |     |     |
| RB             | 2  | Alistair Johnston |     |     |
| CB             | 15 | Moïse Bombito     |     |     |
| CB             | 13 | Derek Cornelius   | 50' |     |
| LB             | 19 | Alphonso Davies   |     |     |
| CM             | 21 | Jonathan Osorio   |     | 81' |
| CM             | 7  | Stephen Eustáquio |     |     |
| RW             | 22 | Richie Laryea     |     | 72' |
| AM             | 10 | Jonathan David    |     |     |
| LW             | 14 | Jacob Shaffelburg | 36' | 62' |
| CF             | 9  | Cyle Larin        |     | 72' |
| Substituições: |    |                   |     |     |
| FW             | 23 | Liam Millar       |     | 62' |
| FW             | 25 | Tani Oluwaseyi    |     | 72' |
| MF             | 20 | Ali Ahmed         |     | 72' |
| MF             | 8  | Ismaël Koné       |     | 81' |
| Treinador:     |    |                   |     |     |
| Jesse Marsch   |    |                   |     |     |

| Homem do Jogo: Bandeirinhas: Bruno Pires Bruno Boschilia Quarto árbitro: Juan Benítez Quinto árbitro: Milcíades Saldívar Árbitro assistente de vídeo: Rodolpho Toski Árbitros assistentes de árbitro de vídeo: Daniel Nobre Pablo Gonçalves |

### Colômbia x Panamá
| 6 de julho    | Colômbia                                                                        | 5 – 0     | Panamá | State Farm Stadium, Glendale                  |
| 15:00 (UTC−7) | Córdoba 8' · Rodríguez 15' (pen) · Luis Díaz 41' · Ríos 70' · Borja 90+4' (pen) | Relatório |        | Público: 39 740 Árbitro: ITA Maurizio Mariani |

| '' | Colômbia | Panamá | '' |

| GK             | 12 | Camilo Vargas    |     |     |
| RB             | 21 | Daniel Muñoz     |     | 72' |
| CB             | 23 | Davinson Sánchez |     |     |
| CB             | 2  | Carlos Cuesta    |     |     |
| LB             | 17 | Johan Mojica     |     |     |
| CM             | 6  | Richard Ríos     |     |     |
| CM             | 15 | Mateus Uribe     | 45' |     |
| CM             | 11 | Jhon Arias       |     | 65' |
| RF             | 10 | James Rodríguez  |     | 72' |
| CF             | 24 | Jhon Córdoba     |     | 79' |
| LF             | 7  | Luis Díaz        |     | 65' |
| Substituições: |    |                  |     |     |
| FW             | 18 | Luis Sinisterra  |     | 65' |
| MF             | 8  | Jorge Carrascal  |     | 65' |
| DF             | 4  | Santiago Arias   |     | 72' |
| MF             | 20 | Juan Quintero    |     | 72' |
| FW             | 9  | Miguel Borja     |     | 79' |
| Treinador:     |    |                  |     |     |
| Néstor Lorenzo |    |                  |     |     |

| GK                  | 22 | Orlando Mosquera     |       |     |
| CB                  | 24 | Edgardo Fariña       | 64'   |     |
| CB                  | 3  | José Córdoba         | 90+2' |     |
| CB                  | 25 | Roderick Miller      |       | 46' |
| RWB                 | 23 | Michael Amir Murillo |       |     |
| LWB                 | 15 | Eric Davis           |       | 82' |
| RM                  | 2  | César Blackman       |       | 46' |
| CM                  | 6  | Cristian Martínez    |       | 62' |
| CM                  | 14 | Jovani Welch         | 54'   |     |
| LM                  | 10 | Yoel Bárcenas        |       |     |
| CF                  | 17 | José Fajardo         |       | 85' |
| Substituições:      |    |                      |       |     |
| FW                  | 9  | Eduardo Guerrero     |       | 46' |
| MF                  | 16 | Carlos Harvey        |       | 46' |
| MF                  | 5  | Abdiel Ayarza        |       | 62' |
| DF                  | 18 | Omar Valencia        |       | 82' |
| FW                  | 11 | Ismael Díaz          |       | 85' |
| Treinador:          |    |                      |       |     |
| Thomas Christiansen |    |                      |       |     |

| Homem do Jogo: James Rodríguez Bandeirinhas: Daniele Bindoni Alberto Tegoni Quarto árbitro: Kevin Ortega Quinto árbitro: Michael Orué Árbitro assistente de vídeo: Marco Di Bello Árbitros assistentes de árbitro de vídeo: Aleandro Di Paolo Gery Vargas |

### Uruguai x Brasil
| 6 de julho    | Uruguai | 0 – 0     | Brasil | Allegiant Stadium, Las Vegas               |
| 18:00 (UTC−7) |         | Relatório |        | Público: 55 770 Árbitro: ARG Darío Herrera |

|                                                 |       | Penalidades                           |  |
| Valverde Bentancur De Arrascaeta Giménez Ugarte | 4 – 2 | Militão A. Pereira D. Luiz Martinelli |  |

| '' | Uruguai | Brasil | '' |

| GK             | 1  | Sergio Rochet          |     |     |
| RB             | 8  | Nahitan Nández         | 74' |     |
| CB             | 4  | Ronald Araújo          |     | 33' |
| CB             | 16 | Mathías Olivera        |     |     |
| LB             | 17 | Matías Viña            |     | 46' |
| CM             | 5  | Manuel Ugarte          | 51' |     |
| CM             | 15 | Federico Valverde      |     |     |
| RW             | 11 | Facundo Pellistri      |     | 77' |
| AM             | 7  | Nicolás de la Cruz     | 60' | 66' |
| LW             | 20 | Maximiliano Araújo     |     |     |
| CF             | 19 | Darwin Núñez           |     | 78' |
| Substituições: |    |                        |     |     |
| DF             | 2  | José Giménez           |     | 33' |
| DF             | 3  | Sebastián Cáceres      |     | 46' |
| MF             | 6  | Rodrigo Bentancur      |     | 66' |
| DF             | 13 | Guillermo Varela       |     | 77' |
| MF             | 10 | Giorgian De Arrascaeta |     | 78' |
| Treinador:     |    |                        |     |     |
| Marcelo Bielsa |    |                        |     |     |

| GK             | 1  | Alisson            |     |     |
| RB             | 2  | Danilo             |     |     |
| CB             | 3  | Éder Militão       |     |     |
| CB             | 4  | Marquinhos         |     |     |
| LB             | 16 | Guilherme Arana    |     |     |
| CM             | 5  | Bruno Guimarães    |     | 87' |
| CM             | 15 | João Gomes         | 64' | 82' |
| RW             | 11 | Raphinha           |     | 82' |
| AM             | 8  | Lucas Paquetá      | 39' | 81' |
| LW             | 10 | Rodrygo            |     | 87' |
| CF             | 9  | Endrick            |     |     |
| Substituições: |    |                    |     |     |
| MF             | 18 | Douglas Luiz       |     | 81' |
| FW             | 20 | Sávio              |     | 82' |
| MF             | 19 | Andreas Pereira    |     | 82' |
| FW             | 22 | Gabriel Martinelli |     | 87' |
| FW             | 21 | Evanilson          |     | 87' |
| Treinador:     |    |                    |     |     |
| Dorival Júnior |    |                    |     |     |

| Homem do Jogo: Sergio Rochet Bandeirinhas: Juan Pablo Belatti Cristian Navarro Quarto árbitro: Iván Barton Quinto árbitro: Henri Pupiro Árbitro assistente de vídeo: Guillermo Pacheco Árbitros assistentes de árbitro de vídeo: Erick Miranda Tatiana Guzmán |

## Semifinais

### Argentina x Canadá
| 9 de julho    | Argentina               | 2 – 0     | Canadá | MetLife Stadium, East Rutherford        |
| 20:00 (UTC−4) | Álvarez 22' · Messi 51' | Relatório |        | Público: 80 102 Árbitro: CHI Piero Maza |

| '' | Argentina | Canadá | '' |

| GK             | 23 | Emiliano Martínez   |     |     |
| RB             | 4  | Gonzalo Montiel     |     | 71' |
| CB             | 13 | Cristian Romero     |     |     |
| CB             | 25 | Lisandro Martínez   |     |     |
| LB             | 3  | Nicolás Tagliafico  |     | 64' |
| RM             | 11 | Ángel Di María      |     | 78' |
| CM             | 7  | Rodrigo de Paul     |     |     |
| CM             | 24 | Enzo Fernández      |     |     |
| LM             | 20 | Alexis Mac Allister |     | 78' |
| CF             | 10 | Lionel Messi        |     |     |
| CF             | 9  | Julián Álvarez      |     | 78' |
| Substituições: |    |                     |     |     |
| DF             | 19 | Nicolás Otamendi    |     | 64' |
| DF             | 26 | Nahuel Molina       | 88' | 71' |
| FW             | 22 | Lautaro Martínez    |     | 78' |
| MF             | 14 | Exequiel Palacios   |     | 78' |
| FW             | 15 | Nicolás González    |     | 78' |
| Treinador:     |    |                     |     |     |
| Lionel Scaloni |    |                     |     |     |

| GK             | 16           | Maxime Crépeau    |     |     |
| RB             | 2            | Alistair Johnston |     |     |
| CB             | 15           | Moïse Bombito     |     |     |
| CB             | 13           | Derek Cornelius   |     |     |
| LB             | 19           | Alphonso Davies   |     | 71' |
| RM             | 22           | Richie Laryea     |     | 55' |
| CM             | 8            | Ismaël Koné       | 79' |     |
| CM             | 7            | Stephen Eustáquio | 63' | 72' |
| LM             | 14           | Jacob Shaffelburg |     | 55' |
| CF             | 10           | Jonathan David    | 32' | 64' |
| CF             | 9            | Cyle Larin        |     |     |
| Substituições: |              |                   |     |     |
| FW             | 23           | Liam Millar       |     | 55' |
| MF             | 20           | Ali Ahmed         |     | 55' |
| FW             | 25           | Tani Oluwaseyi    |     | 64' |
| MF             | 21           | Jonathan Osorio   |     | 71' |
| MF             | 24           | Mathieu Choinière |     | 72' |
| Treinador:     |              |                   |     |     |
| Jesse Marsch   | Jesse Marsch | Jesse Marsch      | 77' |     |

| Homem do Jogo: Lionel Messi Bandeirinhas: Claudio Urrutia José Retamal Quarto árbitro: Cristian Garay Quinto árbitro: Juan Serrano Árbitro assistente de vídeo: Juan Lara Árbitros assistentes de árbitro de vídeo: Edson Cisternas Augusto Menéndez Rodrigo Carvajal |

### Uruguai x Colômbia
| 10 de julho   | Uruguai | 0 – 1     | Colômbia  | Bank of America Stadium, Charlotte       |
| 20:00 (UTC−4) |         | Relatório | Lerma 39' | Público: 70 644 Árbitro: MEX César Ramos |

| '' | Colômbia | Uruguai | '' |

| GK             | 1  | Sergio Rochet          |     |         |
| CB             | 3  | Sebastián Cáceres      |     |         |
| CB             | 2  | José Giménez           | 69' |         |
| CB             | 16 | Mathías Olivera        |     | 46'     |
| CM             | 15 | Federico Valverde      |     |         |
| CM             | 5  | Manuel Ugarte          |     |         |
| RM             | 11 | Facundo Pellistri      |     |         |
| AM             | 6  | Rodrigo Bentancur      |     | 34'     |
| AM             | 7  | Nicolás de la Cruz     | 25' | 90'     |
| LM             | 20 | Maximiliano Araújo     |     |         |
| CF             | 19 | Darwin Núñez           |     |         |
| Substituições: |    |                        |     |         |
| DF             | 13 | Guillermo Varela       | 63' | 34' 67' |
| MF             | 10 | Giorgian De Arrascaeta |     | 46'     |
| FW             | 9  | Luis Suárez            |     | 67'     |
| MF             | 14 | Agustín Canobbio       |     | 90'     |
| Treinador:     |    |                        |     |         |
| Marcelo Bielsa |    |                        |     |         |

| GK             | 12 | Camilo Vargas    |       |     |
| RB             | 21 | Daniel Muñoz     | 31'   |     |
| CB             | 23 | Davinson Sánchez |       |     |
| CB             | 2  | Carlos Cuesta    | 90+7' |     |
| LB             | 17 | Johan Mojica     |       |     |
| CM             | 6  | Richard Ríos     |       | 62' |
| CM             | 16 | Jefferson Lerma  |       |     |
| RW             | 11 | Jhon Arias       |       | 46' |
| AM             | 10 | James Rodríguez  | 55'   | 62' |
| LW             | 7  | Luis Díaz        |       | 86' |
| CF             | 24 | Jhon Córdoba     |       | 75' |
| Substituições: |    |                  |       |     |
| DF             | 4  | Santiago Arias   |       | 46' |
| MF             | 15 | Mateus Uribe     |       | 62' |
| MF             | 5  | Kevin Castaño    |       | 62' |
| DF             | 13 | Yerry Mina       |       | 75' |
| FW             | 18 | Luis Sinisterra  |       | 86' |
| Treinador:     |    |                  |       |     |
| Néstor Lorenzo |    |                  |       |     |

| Homem do Jogo: James Rodríguez Bandeirinhas: Alberto Morín Marco Bisguerra Quarto árbitro: Mario Escobar Quinto árbitro: Humberto Panjoj Árbitro assistente de vídeo: Carlos Orbe Árbitros assistentes de árbitro de vídeo: Cristhian Lescano Joel Alarcón Bryan Loayza |

## Disputa pelo terceiro lugar
| 13 de julho   | Canadá               | 2 – 2     | Uruguai                     | Bank of America Stadium, Charlotte          |
| 20:00 (UTC−4) | Koné 22' · David 80' | Relatório | Bentancur 8' · Suárez 90+2' | Público: 68 921 Árbitro: VEN Alexis Herrera |

|                                     |       | Penalidades                             |  |
| David Bombito Koné Choinière Davies | 3 – 4 | Valverde Bentancur De Arrascaeta Suárez |  |

| '' | Canadá | Uruguai | '' |

| GK            | 1  | Dayne St. Clair    | 93' |     |
| RB            | 2  | Alistair Johnston  |     | 62' |
| CB            | 3  | Luc de Fougerolles | 7'  | 67' |
| CB            | 15 | Moïse Bombito      |     |     |
| LB            | 22 | Richie Laryea      |     |     |
| CM            | 8  | Ismaël Koné        | 78' |     |
| CM            | 24 | Mathieu Choinière  |     |     |
| RW            | 20 | Ali Ahmed          |     | 67' |
| AM            | 21 | Jonathan Osorio    |     | 77' |
| LW            | 14 | Jacob Shaffelburg  |     |     |
| CF            | 25 | Tani Oluwaseyi     | 63' | 67' |
| Substituções: |    |                    |     |     |
| DF            | 19 | Alphonso Davies    |     | 62' |
| DF            | 13 | Derek Cornelius    |     | 67' |
| FW            | 10 | Jonathan David     |     | 67' |
| FW            | 23 | Liam Millar        |     | 77' |
| FW            | 11 | Theo Bair          |     | 77' |
| Treinador:    |    |                    |     |     |
| Jesse Marsch  |    |                    |     |     |

| GK             | 1  | Sergio Rochet          |     |     |
| RB             | 8  | Nahitan Nández         |     |     |
| CB             | 2  | José Giménez           |     |     |
| CB             | 3  | Sebastián Cáceres      |     |     |
| LB             | 17 | Matías Viña            | 26' | 66' |
| CM             | 15 | Federico Valverde      |     |     |
| CM             | 5  | Manuel Ugarte          |     | 46' |
| CM             | 6  | Rodrigo Bentancur      | 85' |     |
| RF             | 11 | Facundo Pellistri      |     | 61' |
| CF             | 19 | Darwin Núñez           |     | 46' |
| LF             | 20 | Maximiliano Araújo     |     | 61' |
| Substituições: |    |                        |     |     |
| MF             | 10 | Giorgian De Arrascaeta |     | 46' |
| FW             | 9  | Luis Suárez            |     | 46' |
| FW             | 18 | Brian Rodríguez        |     | 61' |
| FW             | 25 | Cristian Olivera       |     | 61' |
| DF             | 24 | Lucas Olaza            |     | 66' |
| Treinador:     |    |                        |     |     |
| Marcelo Bielsa |    |                        |     |     |

| Homem do Jogo: Bandeirinhas: Lubin Torrealba Alberto Ponte Quarto árbitro: Gery Vargas Quinto árbitro: Bruno Boschilia Árbitro assistente de vídeo: Derlis López Árbitros assistentes de árbitro de vídeo: Milcíades Saldívar Jhon León Jhon Ospina |

## Final
| 14 de julho | Argentina        | 1 – 0 (pro)                               | Colômbia | Hard Rock Stadium, Miami Gardens           |
| 22:15       | L. Martínez 112' | Relatório (CONMEBOL) Relatório (CONCACAF) |          | Público: 65 300 Árbitro: BRA Raphael Claus |

| . | Argentina | Colômbia | . |

| GK             | 23 | Emiliano Martínez   |      |      |
| RB             | 4  | Gonzalo Montiel     |      | 72'  |
| CB             | 13 | Cristian Romero     |      |      |
| CB             | 25 | Lisandro Martínez   |      |      |
| LB             | 3  | Nicolás Tagliafico  |      |      |
| RM             | 11 | Ángel Di María      |      | 117' |
| CM             | 7  | Rodrigo de Paul     |      |      |
| CM             | 24 | Enzo Fernández      |      | 97'  |
| LM             | 20 | Alexis Mac Allister | 61'  | 97'  |
| CF             | 10 | Lionel Messi        |      | 66'  |
| CF             | 9  | Julián Álvarez      |      | 97'  |
| Substituições: |    |                     |      |      |
| FW             | 15 | Nicolás González    |      | 66'  |
| DF             | 26 | Nahuel Molina       |      | 72'  |
| FW             | 22 | Lautaro Martínez    |      | 97'  |
| MF             | 5  | Leandro Paredes     |      | 97'  |
| MF             | 16 | Giovani Lo Celso    | 118' | 97'  |
| DF             | 19 | Nicolás Otamendi    |      | 117' |
| Treinador:     |    |                     |      |      |
| Lionel Scaloni |    |                     |      |      |

| GK             | 12 | Camilo Vargas       |      |      |
| RB             | 4  | Santiago Arias      |      |      |
| CB             | 23 | Davinson Sánchez    |      |      |
| CB             | 2  | Carlos Cuesta       |      |      |
| LB             | 17 | Johan Mojica        |      |      |
| CM             | 6  | Richard Ríos        |      | 89'  |
| CM             | 16 | Jefferson Lerma     |      | 106' |
| CM             | 11 | Jhon Arias          |      | 106' |
| RF             | 10 | James Rodríguez     |      | 91'  |
| CF             | 24 | Jhon Córdoba        | 27'  | 89'  |
| LF             | 7  | Luis Díaz           |      | 106' |
| Substituições: |    |                     |      |      |
| FW             | 19 | Rafael Santos Borré |      | 89'  |
| MF             | 5  | Kevin Castaño       |      | 89'  |
| MF             | 20 | Juan Quintero       |      | 91'  |
| MF             | 15 | Mateus Uribe        |      | 106' |
| FW             | 9  | Miguel Borja        | 115' | 106' |
| MF             | 8  | Jorge Carrascal     |      | 106' |
| Treinador:     |    |                     |      |      |
| Néstor Lorenzo |    |                     |      |      |

| Homem do Jogo: Bandeirinhas: Bruno Pires Rodrigo Correa Quarto árbitro: Juan Benítez Quinto árbitro: Eduardo Cardozo Árbitro assistente de vídeo: Rodolpho Toski Árbitros assistentes de árbitro de vídeo: Danilo Manis Daniel Nobre Pablo Gonçalves |